# Stenocarpus dumbeensis
Stenocarpus dumbeensis là một loài thực vật thuộc họ Proteaceae. Đây là loài đặc hữu của New Caledonia.